# Pseudopolydora diopatra
Pseudopolydora diopatra är en ringmaskart som beskrevs av Yin Tang Hsieh 1992. Pseudopolydora diopatra ingår i släktet Pseudopolydora och familjen Spionidae. Inga underarter finns listade i Catalogue of Life.